# Nastri d'argento 2003
Els Nastri d'argento 2003 foren la 58a edició de l'entrega dels premis Nastro d'Argento (Cinta de plata) que va tenir lloc el 6 de juliol de 2003 al teatre grecoromà de Taormina. a la inauguració del Taormina Film Fest. Les candidatures foren fetes públiques al Palazzo Suspisio, a Roma. Es van presentar al concurs 32 pel·lícules sense considerar les estranges. Fou retransmès per Rai 1.

## Guanyadors

### Millor director
- Gabriele Salvatores - Io non ho paura
- Pupi Avati - Il cuore altrove
- Matteo Garrone - L'imbalsamatore
- Gabriele Muccino - Ricordati di me
- Ferzan Özpetek - La finestra di fronte
- Roberta Torre - Angela

### Millor director novell
- Maria Sole Tognazzi - Passato prossimo
- Giada Colagrande - Aprimi il cuore
- Francesco Falaschi - Emma sono io
- Francesco Patierno - Pater familias
- Spiro Scimone i Francesco Sframeli - Due amici
- Daniele Vicari - Velocità massima

### Millor productor
- Fandango - L'imbalsamatore, Ricordati di me i Velocità massima
- Cattleya - El Alamein - La linea del fuoco, Ripley's Game (Ripley's Game), Io non ho paura i Un viaggio chiamato amore
- Kubla Khan - Pater familias
- Melampo Cinematografica - Pinocchio
- R&C Produzioni - La finestra di fronte

### Millor argument
- Ferzan Özpetek i Gianni Romoli - La finestra di fronte
- Pupi Avati - Il cuore altrove
- Ugo Chiti, Matteo Garrone i Massimo Gaudioso - L'imbalsamatore
- Piero De Bernardi, Pasquale Plastino, Fiamma Satta i Carlo Verdone - Ma che colpa abbiamo noi
- Domenico Starnone i Sergio Rubini - L'anima gemella
- Luca Vendruscolo, Marco Marafini, Marco Damilano i Filippo Bellizzi - Piovono mucche

### Millor guió
- Gabriele Muccino e Heidrun Schleef - Ricordati di me
- Niccolò Ammaniti i Francesca Marciano - Io non ho paura
- Massimo D'Anolfi i Roberta Torre - Angela
- Roberto Faenza - Prendimi l'anima
- Enzo Monteleone - El Alamein - La linea del fuoco
- Ferzan Özpetek i Gianni Romoli - La finestra di fronte

### Millor actor protagonista
- Neri Marcorè - Il cuore altrove ex aequo Gigi Proietti - Febbre da cavallo - La mandrakata
- Fabrizio Bentivoglio - Ricordati di me
- Ernesto Mahieux - L'imbalsamatore
- Valerio Mastandrea - Velocità massima

### Millor actriu protagonista
- Giovanna Mezzogiorno - La finestra di fronte i Ilaria Alpi - Il più crudele dei giorni
- Ida Di Benedetto - Rosa Funzeca
- Donatella Finocchiaro - Angela
- Laura Morante - Ricordati di me i Un viaggio chiamato amore
- Valentina Cervi i Violante Placido - L'anima gemella

### Millor actriu no protagonista
- Monica Bellucci - Ricordati di me
- Laura Betti - Il diario di Matilde Manzoni i La felicità non costa niente
- Erika Blanc - Ilaria Alpi - Il più crudele dei giorni i Poco più di un anno fa - Diario di un pornodivo
- Giovanna Ralli - Il pranzo della domenica
- Teresa Saponangelo - Due amici

### Millor actor no protagonista
- Neri Marcorè - Il cuore altrove ex aequo Gigi Proietti - Febbre da cavallo - La mandrakata
- Fabrizio Bentivoglio - Ricordati di me
- Ernesto Mahieux - L'imbalsamatore
- Valerio Mastandrea - Velocità massima

### Millor banda sonora
- Nicola Piovani - Pinocchio
- Ezio Bosso e Pepo Scherman - Io non ho paura
- Paolo Fresu - Ilaria Alpi - Il più crudele dei giorni
- Andrea Guerra - La finestra di fronte
- Lele Marchitelli - Ma che colpa abbiamo noi

### Millor fotografia
- Italo Petriccione - Io non ho paura
- Luca Bigazzi - Un viaggio chiamato amore
- Arnaldo Catinari - La felicità non costa niente i La leggenda di Al, John e Jack
- Daniele Ciprì - Angela
- Daniele Nannuzzi - El Alamein - La linea del fuoco i Il quaderno della spesa

### Millor vestuari
- Maurizio Millenotti - La importància de ser franc (The Importance of Being Earnest) i Ma che colpa abbiamo noi
- Anna Anni, Alessandro Lai i Alberto Spiazzi - Callas Forever
- Eva Coen - Poco più di un anno fa - Diario di un pornodivo
- Elena Mannini - Un viaggio chiamato amore
- Francesca Livia Sartori - Prendimi l'anima

### Millor escenografia
- Dante Ferretti - Gangs of New York
- Giantito Burchiellaro - Prendimi l'anima
- Andrea Crisanti - La finestra di fronte
- Francesco Frigeri - Ripley's Game (Ripley's Game)
- Eleonora Ponzoni - La leggenda di Al, John e Jack

### Millor muntatge
- Marco Spoletini - L'imbalsamatore e Velocità massima
- Claudio Di Mauro - Ricordati di me
- Luca Gazzolo - Pater familias
- Roberto Missiroli - Angela
- Cecilia Zanuso - El Alamein - La linea del fuoco

### Millor so en directe
- Andrea Giorgio Moser - El Alamein - La linea del fuoco
- Cinzia Alchimede - Angela
- Gaetano Carito - Ricordati di me e Velocità massima
- Mauro Lazzaro - Io non ho paura
- Gilberto Martinelli e Decio Trani - L'anima gemella

### Millor cançó
- Gocce di memoria de Giorgia - La finestra di fronte
- Corpi in movimento de Franco Battiato - Gli astronomi
- Mucca cannibala dels Otto Ohm - Bimba - È clonata una stella
- Piccolo tormento de la Piccola Orchestra Avion Travel - La felicità non costa niente
- Ricordati di me de Pacifico - Ricordati di me

### Millor pel·lícula estrangera
- Roman Polański - El pianista (The Pianist)
- Fernando León de Aranoa – Los lunes al sol
- Aki Kaurismäki - Mies vailla menneisyyttä
- Martin Scorsese - Gangs of New York
- Steven Spielberg - Minority Report

### Millor doblatge
- Pino Insegno - Ice Age: L'edat de gel (Ice Age) i El Senyor dels Anells: Les dues torres (The Lord of the Rings: The Two Towers)

### Nastro d'Argento especial
- Luis Bacalov
- Alberto Sordi (pòstum)
- Carlo Verdone

### PremiGuglielmo Biraghi
- Silvio Muccino - Ricordati di me
- Nicoletta Romanoff - Ricordati di me